# V starych ritmach
V starych ritmach (В старых ритмах) è un film del 1982 diretto da Michail Ivanovič Eršov.

## Trama
Il film è ambientato negli anni '30 del XX secolo a Leningrado. Nikita Fedotov non ha potuto entrare nel conservatorio ed è saltato nella Neva, il poliziotto Koshkin è stato in grado di salvarlo e si è offerto di lavorare nel dipartimento delle indagini penali. Nikita ha accettato.